# La Belle Princesse

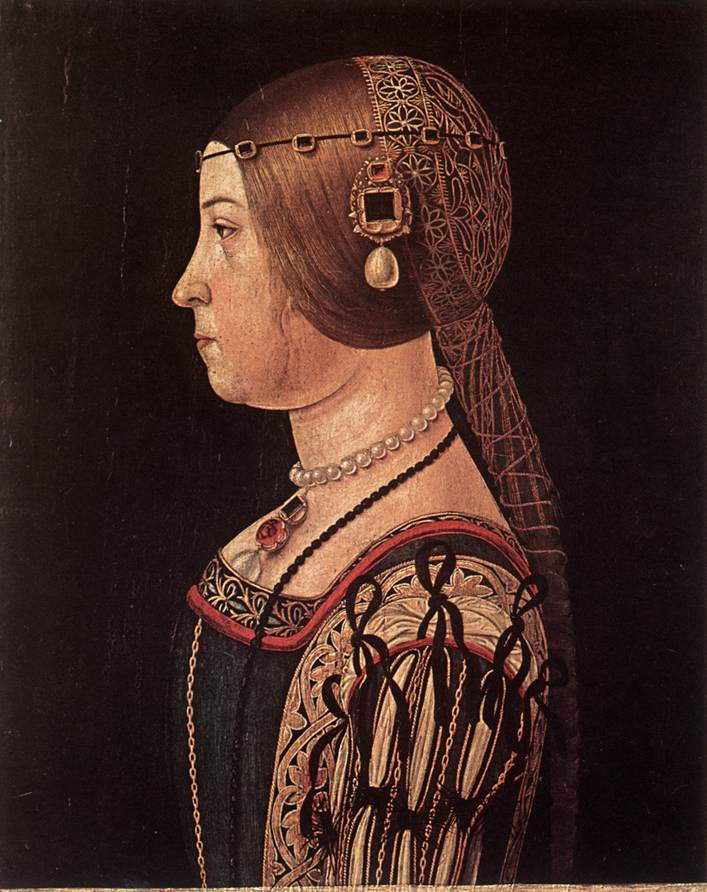
Un portrait par Alessandro Araldi montrant une coiffure similaire et les lacets d'épaule

La Belle Princesse (en italien : La Bella Principessa) est un portrait dessiné attribué par plusieurs experts reconnus au peintre florentin Léonard de Vinci, mais cette attribution demeure contestée.

## Description
Il s'agit d'un dessin à trois crayons (pierre noire, craie blanche et sanguine) et à l'encre, réalisé sur une feuille de vélin de petit format (33 × 24 cm) contrecollée sur un panneau en bois de chêne.

## Attribution à Léonard de Vinci

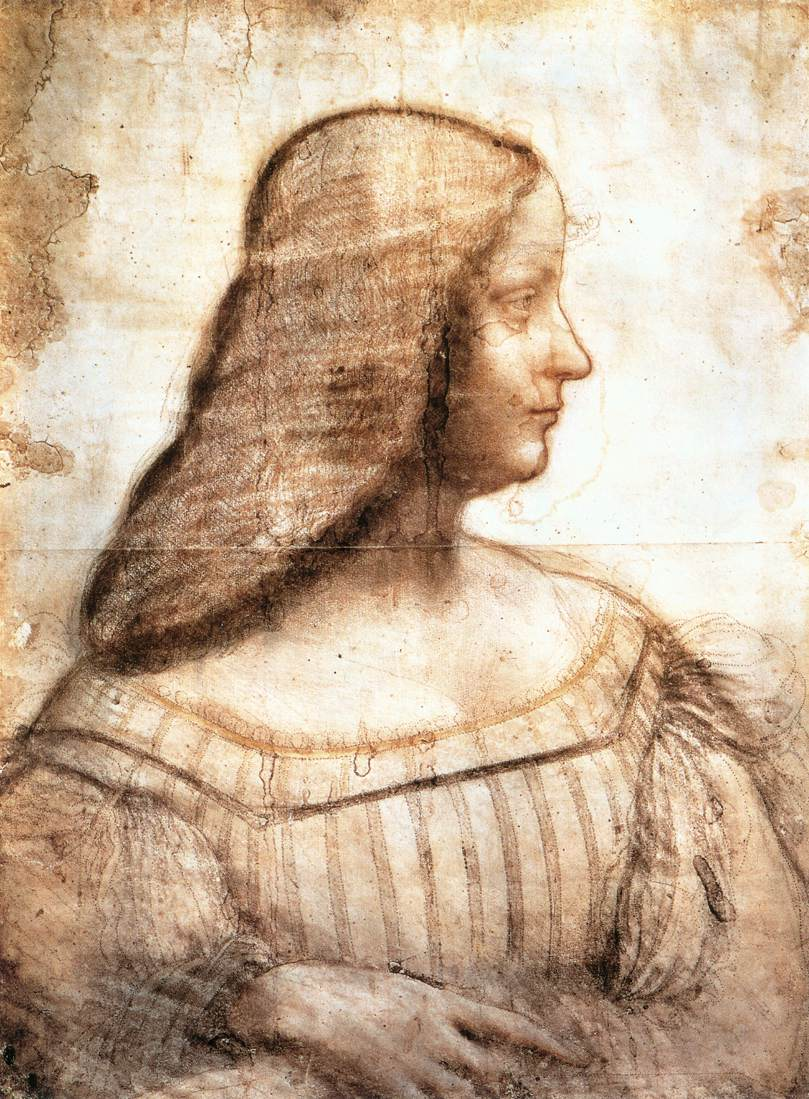
Portrait d'Isabelle d'Este.

L'attribution à Léonard de Vinci n'est pas partagée par la majorité des experts, notamment en raison de son attribution, en 1998, à un artiste allemand du XIXe siècle appartenant au groupe dit des Nazaréens, un peintre notamment connu pour avoir pastiché l'école italienne du XVe siècle. Mis en vente, le dessin a été adjugé pour une valeur de 21 850 $ à une galeriste new-yorkaise, Kate Ganz, qui l'a conservé sans mener de recherche particulière, jusqu'à ce que le portrait soit racheté à son tour 22 000 $ par Peter Silverman, un collectionneur qui avait déjà repéré le dessin lors de la précédente vente aux enchères chez Christie's. C'est ce dernier qui mena l'enquête sur l'origine de ce dessin en faisant notamment appel au laboratoire privé Lumière Technology.
Une datation au carbone 14 n'infirme pas l'hypothèse d'une œuvre contemporaine de Léonard de Vinci.
Par ailleurs, Pascal Cotte, le directeur scientifique de Lumière Technology, a découvert sur le portrait une empreinte papilliaire du maître italien, identique à celle qui avait déjà été relevée sur le Saint Jérôme, œuvre inachevée du Vatican. L'empreinte a plus exactement été déclarée « très comparable » par l'expert canadien Paul Biro. Cependant, un an après la publication de cet article, le New Yorker publie un très long reportage qui démontre le passé de falsificateur de Paul Biro et ses condamnations judiciaires, et remet fortement en cause la possibilité d'une œuvre de Vinci. Par ailleurs, il est noté que les cils de la jeune fille sont représentés, ce qui serait un cas unique chez Vinci. Le style XIXe siècle de l'œuvre et le choix d'un support inhabituel chez Vinci expliquent que la majorité des experts refusent l'attribution au maître italien.
L'œuvre est clairement attribuable à un gaucher, particularité très rare chez les artistes de cette période de la Renaissance : on sait que Vinci était gaucher et tous ses disciples droitiers. Entre autres arguments, les retouches et les reprises sont semblables à celles du Portrait d'Isabelle d'Este. Cependant, les faussaires reproduisent souvent les techniques de l'artiste qu'ils imitent, ce fait pourrait donc permettre de conclure à l'authenticité comme à la fausseté.
Parmi les experts ayant examiné l'œuvre et convaincus de son authenticité figurent :
- Martin Kemp, professeur émérite d'histoire de l'art à l'université d'Oxford, qui attribue l'œuvre à Vinci et la baptise La Belle princesse en octobre 2009[8], et qui a réédité en 2012 son ouvrage de référence, Leonardo, pour y inclure un chapitre sur La Belle Princesse ;
- Alessandro Vezzosi[9], directeur du Museo Ideale Leonardo da Vinci à Vinci ;
- Cristina Geddo[10], expert spécialiste de la période du XVe siècle lombard. C'est elle qui, en 2008, fut la première à attribuer ce tableau à Léonard de Vinci[11].

Leurs conclusions formelles sont aussi confirmées par :
- Le professeur Carlo Pedretti, spécialiste de Léonard[12] qui reste néanmoins perplexe sur un détail : la manche ne comporte pas les lacets d'épaule, typiques de l'époque, qui rendaient les manches interchangeables ; il est à souligner que Carlo Pedretti a déjà attribué erronément une œuvre du XXe siècle à Léonard de Vinci ;
- Nicholas Turner, ancien conservateur des dessins et estampes du British Museum[13] ;
- Mina Gregori, spécialiste des Florentins[14] ;
- Le professeur Edward Wright.

L'attribution à Léonard de Vinci est contestée par :
- Klaus Schröder, directeur du musée Albertina à Vienne. Il a refusé d'exposer le dessin[15] :

« Nous ne sommes pas convaincus que le dessin attribué à Leonardo soit un authentique. Il a été examiné par notre propre centre de recherche, nos conservateurs, notre service de restauration et par l'Académie des beaux-arts de Vienne. Personne n'est convaincu que c'est un Leonardo »

— Klaus Schröder, Art News
- Pietro C. Marani, spécialiste de Léonard en Italie, qui a étudié le dessin à Paris et qui déclare : « Je n'ai pas trouvé sur ce dessin une compatibilité technique ou de style avec Leonardo. »

Plus précisément, il s'inquiète du support vélin, inconnu chez Leonardo, la fermeté du trait, les pigments de la couleur sur les joues, la bouche et la carnation et l'absence de craquelures.

« Je suis donc d'accord avec Carmen Bambach, Everett Fahy, Nicholas Penny et Martin Clayton que cela ne peut être en aucun cas considéré comme un authentique dessin par Leonardo. »

— Richard Dorment
- Carmen Bambach, spécialiste des dessins de Léonard de Vinci et conservateur en chef au Metropolitan Museum of Art de New York ;
- Everett Fahy, conservateur, historien de l'Art et ancien président du Metropolitan Museum of Art de New York ;
- Nicholas Penny, conservateur, historien de l'Art et ancien directeur de la National Gallery de Londres ;
- Martin Clayton, spécialiste des dessins de Léonard et ancien conservateur en chef du département des dessins et des estampes des collections royales conservées au château de Windsor (Royal Library) ;
- Katarzyna Krzyżagórska-Pisarek, docteur en histoire de l'art, dont les nombreux arguments défavorables à l'authenticité ont été publiés dans son article « La Bella Principessa. Arguments against the Attribution to Leonardo », in Artibus et Historiae, no 71 (XXXVI), 2015, p. 61-90, ISSN 0391-9064 ;
- Jonathan Jones, critique d'art britannique[16].

## Identification de Bianca Sforza
Son association avec le codex Sforziada par le Pr Martin Kemp pouvait suggérer que le portrait représente Bianca Sforza (1482-1497), la fille du duc de Milan Ludovico Sforza et de Bernardina de Corradis, une de ses maîtresses. À l'époque supposée du portrait, Bianca Sforza était âgée d'environ treize ans. Vinci a peint trois autres portraits associés avec la famille ou la cour de Ludovico Sforza : la Dame à l'hermine, La Belle Ferronnière et le portrait de Ginevra de' Benci. En 1496, Bianca Sforza fut mariée à Galeazzo Sanseverino, un commandant militaire et ami de Ludovico Sforza. Sanseverino reçut en cadeau de mariage un exemplaire de l'ouvrage intitulé Sforziada. Le Sforziada est un incunable dans lequel l'humaniste Giovanni Simonetta raconte l'histoire de Francesco Sforza qui établit la dynastie des ducs de Milan au XVe siècle. Trois exemplaires complets de cet ouvrage sont connus et conservés à la Bibliothèque nationale de France, à la British Library et à la Bibliothèque nationale de Pologne à Varsovie. L'exemplaire de Varsovie est un in-folio dont les pages sont des feuilles de vélin pliées en deux, imprimées recto-verso et enluminées par Giovanni Pietro Birago.
Selon la société Lumière Technology, la feuille du portrait correspondrait exactement à une page manquante de l'exemplaire du Sforziada de Varsovie : le format et l'épaisseur du vélin correspondent à ceux du vélin de l'ouvrage ; trois trous sur le bord gauche du portrait coïncident avec trois des cinq trous d'aiguille de la reliure du Sforziada,. Pour expliquer les deux trous supplémentaires dans la reliure du Sforziada de Varsovie, le Pr Martin Kemp a émis l'hypothèse que la reliure aurait été modifiée postérieurement à la dépose du portrait par l'ajout de deux coutures. Chaque cahier de l'ouvrage étant une feuille de vélin pliée en deux, son autre moitié, qui fait toujours partie de l'ouvrage, aurait été collée pour rester en place. Cependant, Michael Daley conteste cette affirmation et souligne des incohérences dans les témoignages affirmant cette correspondance et l'absence d'une quelconque preuve tangible. De plus, alors que Martin Kemp expliquait en 2011 la différence de nombres de trous de coutures par une reliure refaite tardivement, il a reconnu par la suite que le livre a reçu dès sa création une reliure à cinq coutures, composées chacune de deux trous dans le cahier au travers duquel était passé un fil, rendant par conséquent impossible un lien entre le portrait et le Sforziada.

## L'œuvre aujourd'hui
L'œuvre est apparue dans une vente de Christie's en 1998, où elle a été adjugée pour 21 850 $. Elle a été revendue 22 000 $ en 2007. Depuis, le propriétaire a déclaré avoir refusé une offre de 80 000 000 $. En 2013, des médias ont annoncé que l'œuvre était alors estimée à plus de 100 000 000 $.
En novembre 2015, un contrefacteur anglais célèbre Shaun Greenhalgh indique dans son livre A Forger's Tale être l'auteur du tableau qu'il dit avoir peint en 1978 en s'inspirant du visage d'une caissière d'une supérette Co-op où il travaillait alors. Il affirme s’être servi comme toile d’un vélin datant de 1587 et l’aurait tourné de 90 degrés pour dessiner, afin d’imiter le style de gaucher de Léonard de Vinci.
Les experts contestent les déclarations du faussaire en rappelant que, d'une part, né en 1961, le faussaire aurait alors réalisé son faux à l'âge de 17 ans, et que, d'autre part, des isotopes de plomb de pigment blanc retrouvés dans la joue du modèle prouvent que l'œuvre elle-même date d'au moins 250 ans.

## Documentaire vidéo
- L'Énigme de la Belle princesse, documentaire, États-Unis, 2011, 50 min (première diffusion en France sur ARTE le 5 mai 2012).